# Mestre Marçal
Nilton Delfino Marçal, mais conhecido como Mestre Marçal, (Rio de Janeiro, 1930 — Rio de Janeiro, 9 de abril de 1994) foi um diretor de bateria e cantor brasileiro.

## Biografia
Mestre Marçal era filho do consagrado compositor Armando Vieira Marçal, um dos fundadores da escola de samba Recreio de Ramos (que originaria a atual Imperatriz Leopoldinense) e parceiro de Bide em sambas marcantes como "Agora é Cinza" e "A Primeira Vez".
Ganha o apelido de "Mestre Marçal" na década de 1960, quando exerceu a função de mestre de bateria de escolas de samba, iniciando a carreira no Império Serrano. Trouxe inovação ao carnaval carioca, ao inserir o tímpano nos desfiles da escola. Durante muitos anos foi diretor de bateria da Portela. Após esse período, Marçal fez trabalhos como cantor, mas sem deixar o Carnaval de lado. 
Em seu álbum de estreia, Marçal Interpreta Bide e Marçal, lançado em 1978, interpretou músicas compostas por seu pai e contou com a participação de diversos nomes da música brasileira, como Chico Buarque, Clara Nunes, Dona Ivone Lara, Gonzaguinha, João Nogueira, Martinho da Vila, Milton Nascimento, Paulinho da Viola, entre outros. Alguns de seus discos tinham a temática das escolas de samba, como A Incrível Bateria de Mestre Marçal, e seu último trabalho, Sambas-Enredo de Todos os Tempos.
Também atuou como comentarista dos desfiles de Escolas de Samba, pela Rede Manchete.

### Morte
Mestre Marçal morreu em 29 de julho de 1994, aos 64 anos, no hospital Mário Kroeff, no Rio de Janeiro. O sambista foi internado um dia antes, após passar mal em sua residência. No hospital, sofreu duas paradas cardíacas, vindo a falecer após ser reanimado na primeira delas. Deixou dois filhos: o percussionista Marçalzinho e o bancário Milton.
Mestre Marçal sofria de câncer de pulmão e problemas cardíacos. Foi sepultado no cemitério Jardim da Saudade, no bairro Jardim Sulacap.

## Homenagens
A Rede Municipal de Educação de Rio das Ostras possui o Ciep Mestre Marçal Municipalizado, localizado no bairro Jardim Campomar; possui 750 alunos de Ensino Fundamental, do 6º ao 9º ano de escolaridade.

## Discografia
| Álbum                               | Detalhes                                                      |
| ----------------------------------- | ------------------------------------------------------------- |
| Marçal Interpreta Bide e Marçal     | - Lançamento: 1978 - Formatos: LP, K7 - Gravadora: EMI        |
| Recompensa                          | - Lançamento: 1985 - Formatos: LP, K7 - Gravadora: Barclay    |
| Senti Firmeza                       | - Lançamento: 1986 - Formatos: LP, K7 - Gravadora: Barclay    |
| A Incrível Bateria do Mestre Marçal | - Lançamento: 1987 - Formatos: LP, K7 - Gravadora: Polydor    |
| Sem Meu Tamborim Não Vou            | - Lançamento: 1987 - Formatos: LP, K7 - Gravadora: Polydor    |
| Pela Sombra                         | - Lançamento: 1989 - Formatos: LP, K7 - Gravadora: RCA Victor |
| Entre Amigos                        | - Lançamento: 1990 - Formatos: LP, K7 - Gravadora: RCA Victor |
| Sambas-Enredo de Todos os Tempos    | - Lançamento: 1993 - Formatos: LP, K7, CD - Gravadora: Velas  |